# Audrey Thomas
Audrey Grace Thomas, OC, (* 17. November 1935 in Binghamton, New York als Audrey Grace Callahan) ist eine kanadische Schriftstellerin US-amerikanischer Abstammung, die 1987 den Marian Engel Award für ihr Gesamtwerk erhielt und als einzige Autorin dreimal den Ethel Wilson Fiction Prize erringen konnte.

## Leben
Als Audrey Grace Callaham in Binghamton, New York, geboren, wanderte sie 1959 nach Kanada aus, wo sie an der University of British Columbia zunächst studierte und später auch unterrichtete.  Während des Studiums war sie mit Danuta Gleed, Frances Itani, Bryan Moon und Rita Donovan befreundet. Von 1964 bis 1966 lebte sie in Ghana. Die dortigen Erlebnisse und Erfahrungen hinterließen einen großen Eindruck in ihrem schriftstellerischen Werk, für das sie 1987 mit dem Marian Engel Award ausgezeichnet wurde.
Ihre erste veröffentlichte Kurzgeschichte,  If One Green Bottle... erschien 1965 in Atlantic Monthly und wurde mit dem Atlantic First Award prämiert, sodass daraus die Publikation ihrer ersten Kurzgeschichtensammlung, Ten Green Bottles (1967), resultierte. Die Geschichte nimmt das Motiv der Fehlgeburt auf, ein stets wiederkehrendes Thema in ihrem Gesamtwerk, in dem es häufig um den Verlust von Kindern geht. Andere vorherrschende Themen drehen sich um die Position des Künstlers in der Realität und seinen Illusionen. Viele ihrer Werke besitzen einen autobiographischen Bezug. Auch wenn die eigentliche Geschichte in Songs My Mother Taught Me (1973) fiktional unabhängig ist, gibt es Parallelen zwischen der Protagonistin und Thomas: das Erinnerungsvermögen des Großvaters, das Verbringen der Sommermonate in dessen Haus am See, schließlich die Arbeit in einer Nervenheilanstalt. Mrs. Blood (1970) und Blown Figures (1974) setzen die Geschichte der Isobel Cleary fort, beide Geschichten spielen in Afrika und greifen ebenfalls das Motiv der Schuld und Fehlgeburt auf. Der Stil beider Romane war recht innovativ, indem er zwischen zwei Betrachtungsebenen beziehungsweise Erzählstimmen wechselte und Versatzstücke aus Zeitungsartikeln, Lexikadefinitionen und Krankenhausgedichten verwendete.
Als einzige Autorin erhielt sie dreimal den Ethel Wilson Fiction Prize, für Intertidal Life (1984), Wild Blue Yonder (1990) und Coming Down from Wa (1995). 2008 ernannte man sie zum Officer of the Order of Canada.
Einige ihrer Werke zählen zu den Historischen Romanen und sind bisher ins Niederländische, Französische und Italienische übersetzt worden – nicht jedoch ins Deutsche.
Audrey Thomas lebt auf Galiano Island, British Columbia.

## Werk
Romane
- Mrs. Blood – 1970
- Munchmeyer and Prospero on the Island – 1971
- Songs My Mother Taught Me – 1973
- Blown Figures – 1974
- Latakia – 1979
- Intertidal Life – 1984 (nominiert für den Governor General’s Award for Fiction)
- Graven Images – 1993
- Coming Down from Wa – 1995 (nominiert für den Governor General’s Award for Fiction)
- Isobel Gunn – 1999[3]
- Tattycoram – 2005.[4]

Kurzgeschichten
- Ten Green Bottles – 1967
- ladies and escorts – 1977
- Real Mothers – 1981
- Two in the Bush and Other Stories – 1981
- Goodbye Harold, Good Luck – 1986
- The Wild Blue Yonder – 1990
- The Path of Totality – 2001.[5]

## Auszeichnungen
- 1965 – Atlantic First Award für If One Green Bottle...
- 1979 – National Magazine Award, Rang „Silber“, für Harry and Violet durch die Zs. „Saturday Night“
- 1981 – National Magazine Award, Rang „Silber“, für Real Mothers durch die Zs. Châtelaine
- 1985 – Ethel Wilson Fiction Prize  für Intertidal Life
- 1985–1986 – Canada-Scotland Literary Fellowship
- 1987 – Marian Engel Award
- 1989 – Canada-Australia Prize
- 1991 – Ethel Wilson Fiction Prize für Wild Blue Yonder
- 1996 – Ethel Wilson Fiction Prize für Coming Down From Wa
- 2001 – W.O. Mitchell Award
- 2003 – Terasen Lifetime Achievement Award
- 2003 – George Woodcock Lifetime Achievement Award for an outstanding Literary Career[6]
- 2003 – Matt-Cohen-Preis